# عبد الله تراوري (لاعب كرة قدم مواليد 2000)
عبد الله تراوري (30 أبريل 2000 في أبيدجان في كوت ديفوار - ) هو لاعب كرة قدم إيطاليا من أصل إفواري في مركز الهجوم.
لعب في الفئات السنية في إنتر ميلان ونادي بيروجيا وهيلاس فيرونا ونادي الشارقة .

## وصلات خارجية
عبد الله تراوري (لاعب كرة قدم مواليد 2000) على موقع قاعدة بيانات كرة القدم.إي يو (الإنجليزية)
- عبد الله تراوري (لاعب كرة قدم مواليد 2000) على موقع عالم كرة القدم.نت (الإنجليزية)